# تيدي بارك
تيدي بارك (هانغل: 테디 박) هو كاتب أغاني وملحن ومنتج أسطوانات أمريكي، ولد في 14 سبتمبر 1978 في سول في كوريا الجنوبية.

## وصلات خارجية
- تيدي بارك على موقع ميوزك برينز (الإنجليزية)
- تيدي بارك على موقع ديسكوغز (الإنجليزية)